# Conferencia de Moscú (1944)

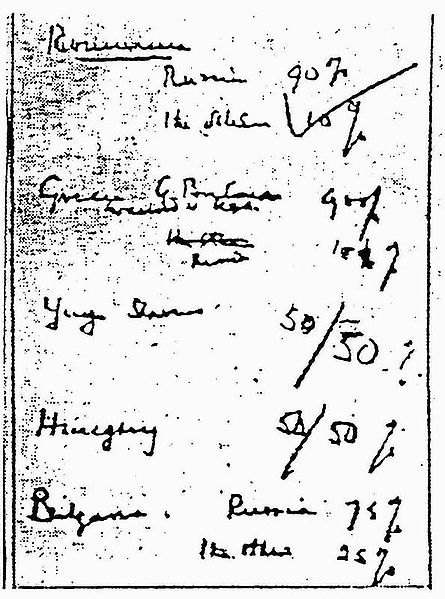
El acuerdo de porcentajes

La Cuarta Conferencia de Moscú, también Conferencia Tolstoi por su nombre en clave Tolstoi, fue una reunión en Moscú entre Iósif Stalin y Winston Churchill del 9 al 19 de octubre de 1944.
Churchill hizo una propuesta secreta sobre un trozo de papel que dividía la Europa de la posguerra en esferas de influencia occidentales y soviéticas, de la siguiente manera: el reconocimiento de los intereses soviéticos en Polonia; la Unión Soviética controlaría el 90 % de Rumania y el 75 % de Hungría y Bulgaria; Occidente controlaría el 90 % de Grecia; Yugoslavia se dividiría al 50 %. Stalin examinó el trozo de papel y lo ponderó por un momento, luego escribió un gran cheque en lápiz azul y se lo devolvió a Churchill. Churchill comentó: "¿No sería más bien cínico si pareciera que nos hubiéramos deshecho de tales asuntos, tan fatídicos para millones de personas, de manera tan precipitada? Quememos el papel". Stalin aconsejó, sin embargo, salvar el histórico trozo de papel. Churchill calificó el trozo de papel de "documento travieso"," que llegó a conocerse como el "acuerdo de porcentajes". No había estadounidenses presentes y Churchill no comentó con ningún estadounidense la propuesta de porcentajes. Averell Harriman no estaba presente, pero más tarde se enteró por los soviéticos. Estados Unidos nunca indicó su acuerdo con ella. La división porcentual propuesta nunca se mencionó en la conferencia de Yalta ni en otras reuniones. Leffler afirma que "confirmaba que Europa del Este, al menos inicialmente, estaría dentro de la esfera de influencia de la Unión Soviética". Sin embargo, el historiador británico Andrew Roberts afirma:

La conferencia no fue capaz de resolver cuestiones importantes y de Europa del Este, y cuando Churchill completó su acuerdo de porcentajes con Stalin, no fue ratificado por los estadounidenses.

Stalin acordó que la Unión Soviética entraría en guerra contra Japón y los británicos acordaron devolver a la Unión Soviética a todos los antiguos ciudadanos soviéticos que habían sido liberados de los alemanes.